# Rugāji kommun
Rugāju novads var en kommun i Lettland. Den låg i den östra delen av landet, 180 km öster om huvudstaden Riga. Antalet invånare var 2 679. Arean var 512 kvadratkilometer.
2021 slogs kommunen samman med Balvi kommun.
Följande samhällen fanns i Rugāju novads:
- Rugāji